# Arco del Meloncello
L'Arco del Meloncello est une structure rococo du XVIIIe siècle à Bologne, qui forme un portique piéton au-dessus de la route (d'où une arche) ; il fait partie du Portico di San Luca, une longue arcade qui abritait le chemin allant de la cathédrale de Bologne au sanctuaire à flanc de colline de San Luca. Il se trouve au-delà de la Porte Saragozza, à l'extérieur des anciens murs de la ville de Bologne.

## Histoire
L'arc résolvait le problème d'un site où deux routes se croisaient à angle droit et permettait au trafic piétonnier des pèlerins de passer au-dessus de la route, la Via Saragozza, sans interruption. L'architecte Carlo Francesco Dotti a remporté la commande lors d'un concours en 1714 et a créé la scénographie avec l'aide de Francesco Galli da Bibiena de 1721 à 1732. Au début du XXe siècle, dans un projet supervisé par Tito Azzolino, l'arc a été surélevé de quelques mètres pour permettre le passage d'un train en dessous .

## Source
- (it) Cet article est partiellement ou en totalité issu de l’article de Wikipédia en italien intitulé « Arco del Meloncello, Bologna » (voir la liste des auteurs).